# Moisés Mendoza
Moisés Mendoza – panamski zapaśnik walczący w obu stylach. Zajął czwarte i piąte miejsce na igrzyskach Ameryki Środkowej i Karaibów w 1982. Srebrny medal na igrzyskach boliwaryjskich w 1981 roku.